# Begonia multangula
Espèce
Synonymes
- Begonia multangula var. glabrata (Miq.) Miq.[1]
- Casparya multangula (Blume) A.DC.[1]
- Platycentrum multangulum (Blume) Miq.[1]
- Sphenanthera multangula (Blume) Klotzsch[1]

Begonia multangula est une espèce de plantes de la famille des Begoniaceae.
L'espèce fait partie de la section Sphenanthera.
Elle a été décrite en 1827 par Carl Ludwig Blume (1789-1862).

## Répartition géographique
Cette espèce est originaire du pays suivant : Indonésie.

## Liste des variétés
Selon Tropicos (21 février 2017) (Attention liste brute contenant possiblement des synonymes) :
- variété Begonia multangula var. glabrata Miq.
- variété Begonia multangula var. multangula